# Pachrodema substriata
Pachrodema substriata är en skalbaggsart som beskrevs av Blanchard 1851. Pachrodema substriata ingår i släktet Pachrodema och familjen Melolonthidae. Inga underarter finns listade i Catalogue of Life.